# برومانس

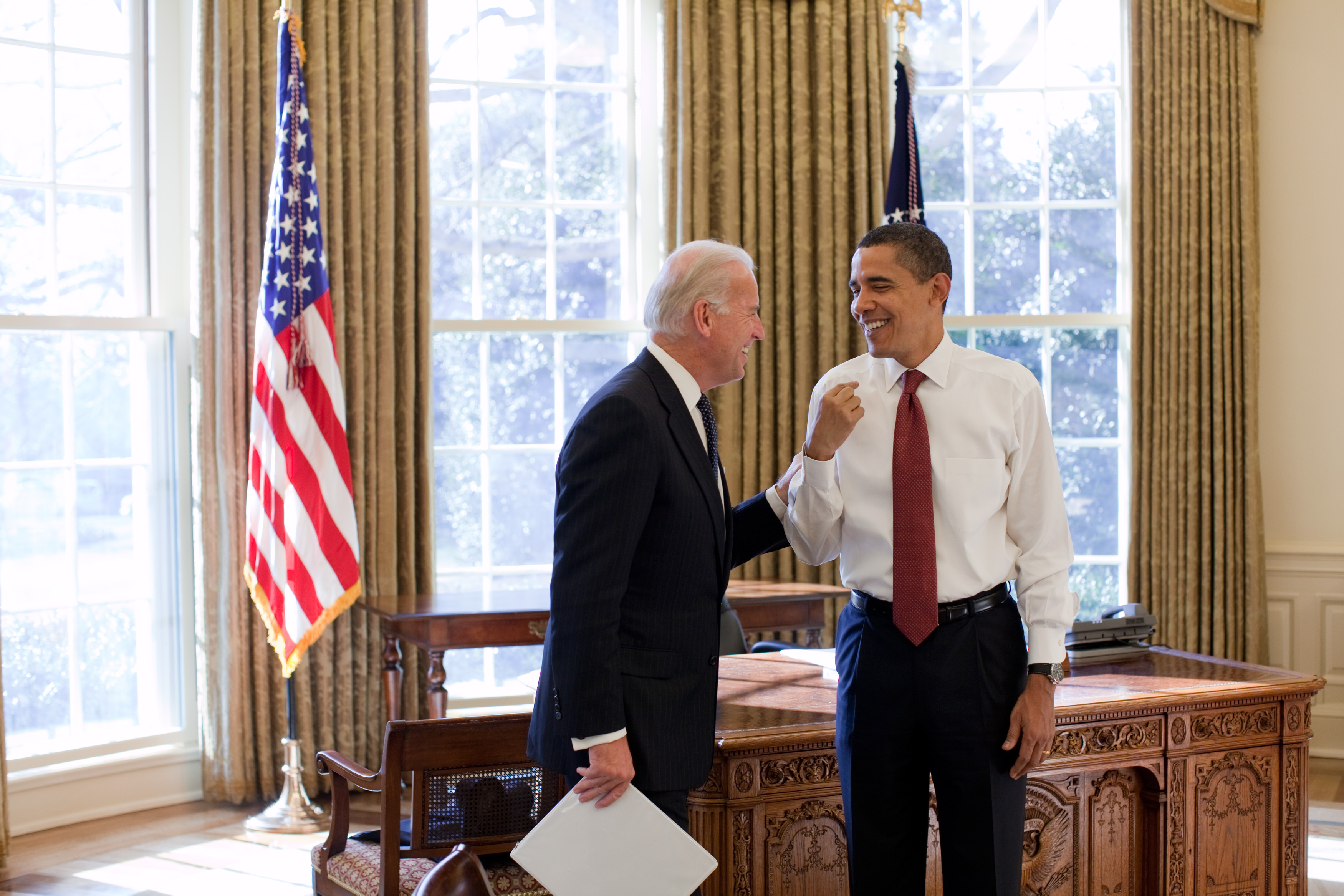
في عام 2017، وُصفت علاقة الرئيس باراك أوباما بنائب الرئيس جو بايدن بأنها «برومانس».

البرومانس (بالإنجليزية: Bromance)‏هي صداقة قوية بين رجلين أو أكثر، مع مستوى عاطفي عال ومظاهرات قوية من العلاقة الحميمة، غير جنسية. تتجاوز علاقة الصداقة المعتادة، وتتميز بمستوى عالٍ جدًا من العلاقة الحميمة العاطفية. برز المفهوم منذ بداية القرن الحادي والعشرين على أنه يعكس تغييراً في التصور المجتمعي، مع انفتاح متزايد للمجتمع الغربي في القرن الحادي والعشرين لإعادة النظر في القيود الجنسية والجنسانية والحصرية.

## أصل الكلمة
برومانس هي كلمة باللغة الإنجليزية تتألف من اختصار للكلمتين "bro" (من brother; أخ)، والرومانس وهذا يعني الأخ، والرومانسية. يعود الفضل إلى ديف كارني في صياغة المصطلح كمحرر لمجلة التزلج «الأخ الأكبر» في التسعينات للإشارة تحديداً إلى نوع العلاقات التي تنشأ بين المتزلجين الذين أمضوا وقتًا طويلاً معًا. أصبح هذا المصطلح شائعًا منذ عام 2005 تقريبًا عندما أصبح الموضوع أكثر بروزًا في صناعة الصور المتحركة والسينما.

## التاريخية
توجد أمثلة عديدة على الصداقات الجنسية المثلية على مر التاريخ. كانت هذه العلاقات شائعة بين الرجال وكذلك بين النساء. مصطلح الصداقة الرومانسية عبارة عن بناء تاريخي حديث له دلالة متجانسة مختلفة وبناء اجتماعي. تمت مناقشته ضمن مقالته الخاصة.

## الخصائص
فُحصت البرومانس من وجهات نظر مثل التأريخ وتحليل الخطاب وبحوث العلوم الاجتماعية ونظرية الغريبة في المجلات والكتب. ينظر إلى ظهور البرومانس في القرن الحادي والعشرين على أنه انعكاس لكيفية تغير المجتمع بشكل جماعي لتصوره واهتمامه بالموضوع.
ذُكر العديد من خصائص البرومانس:
- ينقل البرومانس علاقة مثلي الجنس من الذكور تتجاوز بكثير الممارسات الجنسية المثلية التقليدية.[2] يتعدى التقارب المتزايد كونك مجرد أصدقاء، إلى رابطة عميقة تم وصفها بأنها تجسد الحافة المفاهيمية لـ «مثلي الجنس / ليست مثلي الجنس».[2][3]
- يُعتبر ظهوره كنوع مفاهيمي متميز وموضوع في صناعة السينما والتلفزيون انعكاسًا لـ «القبول الأوسع للتعبيرات الثقافية غير المتجانسة فضلاً عن احتمال وجود علاقة حميمة من نفس الجنس تتجاوز مسائل الميل الجنسي».[2]
- الظروف الثقافية المعاصرة، بما في ذلك النضال من أجل تحقيق المساواة في زواج المثليين وتحقيقها، وعناصر محددة لتصور البرومانس في الأفلام والتلفزيون تفصلها عن أفلام الأصدقاء، وكذلك الصداقات الرومانسية التاريخية، والتي تعكس بنية اجتماعية مختلفة.[2][3][5][8][9][10][11]

وفقًا لدراسة أمريكية عام 2012، اهتم المجتمع بشكل جماعي بإعادة النظر في بعض القيود التقليدية على الصداقة بين الذكور، وربما إعادة تشكيل التراكيب بين الجنسين والجنس والحميمية. توفر «برومانس» «دراسة عن القيود الجنسية والجنسانية والحصرية في أمريكا في القرن الحادي والعشرين أثناء عملها في القانون وما وراءه. وهذه القيود تتحدث بدورها عن الامتياز والتبعية اللذين يشبعهما هذا النوع من العلاقات، مع ما يترتب عليه من آثار. لأنواع أخرى كذلك.» يختلف هذا عن دلالات الصداقة الرومانسية، وهي عبارة عن منحة تاريخية من القرن العشرين وصفت بأثر رجعي العلاقات الجنسية المثلية، التي أصبحت أقل شيوعًا بعد أن أصبحت العلاقة الحميمة الجسدية المحتملة بين الشركاء غير الجنسيين موضع قلق في المرحلة الثانية. نصف القرن ال 19.
واعتبر هذا المفهوم أيضًا انعكاسًا لمزيد من «التعبير». تعكس تجربة الصداقة والذكورة، ربما بسبب فتح أساليب الأبوة والأمومة في السبعينيات، اتجاهًا نحو مزيد من الانفتاح العاطفي، مع زيادة التعبير. يشرح عالم الاجتماع بيتر ناردي: «لقد أصبح من المقبول أكثر بالنسبة للرجال إظهار مشاعر معينة، دون خوف من أن يُنظر إليهم على أنهم شواذ». يتزوج الرجال لاحقًا، إن وجد، مما يؤثر على الصداقات الذكورية. وفقًا لتعداد الولايات المتحدة لعام 2010، يبلغ متوسط عمر زواج الرجل الأول 28 عامًا، مقارنةً ب 23 عام 1960؛ الرجال الحاصلون على مزيد من التعليم ينتظرون حتى الثلاثينيات من العمر قبل الزواج.

## استخدام المصطلح
تم استخدام مصطلح برومانس لوصف علاقات الصداقة مثل تلك التي تربط الفاعلين كريس هيمسوورث وتوم هيدليستون، وعلاقات التفاهم والتحالف بين بلدين أو لتأهيل الارتباط غير العادي بين عضوان من فصيلة الحفريات.

## المشاهير
وقد وُصف عدد من علاقات المشاهير شعبيا باسم «برومانس». على الرغم من أن البرومانس مصطلح جديد، إلا أن علاج علاقات المشاهير ليس جديدًا:
مغنية البوب الكندية جاستن بيبر وسائق السباقات البريطاني لويس هاميلتون.
بين الرياضيين، المثال الأكثر وضوحا هو مثال لاعبين سابقين في أولمبيك ليون، ألكسندر لاكازيت وكورينتين توليسو، أو رافائيل دا سيلفا وسيرجي داردر. الصداقات التي تتسم بالزيارات والاجتماعات المتكررة جدًا المنشورة على انستغرام، وحتى تبادل الاحتفالات.